# Миленко Тодовић
Миленко Мишо Тодовић (Фојница, 20. мај 1951) босанскохерцеговачки је новинар, публициста и дугогодишњи члан УНСа.

## Биографија и каријера
Осмогодишњу школу учио је у Пљевљима, Титограду (садашња Подгорица) и Сарајеву, гдје завршава гимназију "Браћа Рибар" и Факултет политичких наука (смјер со-циологије).
Новинарством се бави од 1972. године у сарајевском Ослобођењу. Члан је Савеза новинара Југославије и Босне и Херцеговине од 1979. године, а члан Удружења новинара Србије од 1980. године. У Удружење књижевника Србије примљен је у јуну 2000. године.
Као професионални новинар радио је у Ослобођењу, а сарађивао је и са редакцијама у Београду, дневне и недјељне новине: Политика, Борба, Нова Борба, Експрес Политика, Вечерње новости, Duga, РТВ Ревија, Tempo, TIM magazin, ДЕМ, Revijа 92, Фронт, Младост, Православље, Вукова задужбина, Књижевне новине, часописи: „13. мај”, Безбедност, Гласник Српске православне цркве, Гласник Друштва конзерватора Србије, у Титограду (Подгорици) Побједа, у Новом Саду Дневник, у Приштини Јединство, у Бања Луци Глас, Глас Српски, Српско Ослобођење, у Вишеграду Дабар, у Сарајеву Ослобођење, Večernje novine, Svijet, VEN, Naši dani, Spektar, Sportske novine, Narodni borac, Novo Sarajevo, у Билећи и Гацку Нова Зора, у Загребу Vjesnik, Večernji list, Arena, у Скопљу Нова Македонија, у Марибору Вечер и у Сплиту Slobodna Dalmacija.
Тодовић је објавио више хиљада новинских наслова и двадесетак фељтона на тему историјата спорта, олимпијског покрета, из области културе, заштите културног и националног блага, писац је књижевних критика и учесник панел разговора на ТВ и радију.
Због забране новинарима Ослобођења да сарађују са другим редакцијама, у периоду 1978. и 1979. године радио је под псеудонимима: Ј. Мирчетић, М. Р, М. Ратковић, Т. Мишовић (Темпо, Београд), Рајко Бартула, Р. Бартула (Дневник, Нови Сад) и Р. Бартула (Експрес политика, Београд).
Као службенику ССУП и раднику савезне управе, од 1979. до 2001. године било му је забрањено да се бави новинарством. Писао је под псеудонимима: Мишо Ратков, Мишо Ратков Мрко-њић (Свијет, Сарајево), Младен Миленковић, Младен Ратковић (Ревија 92, Београд) и Мишо Завршанин (Борба, Књижевне новине, Православље, Задужбина, Београд).
Објавио је књиге: Крађа културног и националног блага Југославије (коаутор Мирјана Живковић, Војна књига, Београд, Дечје новине, Горњи Милановац, 1995), Од славе до краха – старе грчке олимпијске игре (Магента, Београд, 1996), „Милосрдниˮ против Белог анђела (Свет књиге, Београд, 2000), Црква Шклопотница у Ријеци код Фоче (Свет књиге, Београд, Одбор за обнову и заштиту цркве Светог Николе, Ријека, Челебићи код Фоче, 2004), Адресар мртвих Фочана. Српске жртве у 20. вијеку (Музеј жртава геноцида, Београд, Народна библиотека Шкло-потница, Ријека код Фоче, 2014), Заврш код Фоче (Челебићи, Заваит и Мештревац), 1–5 (Драслар, Београд, Народна библиотека Шклопотница, Ријека код Фоче, 2015), Снажно, кад је важно. Саборник радника ССУП који су својим дјелом стекли добар глас, углед и славу (Српски генеалошки центар, Београд, 2019), Очи у очи – по Фочи. Занимљивости о фочанском крају (СПКД Просвјета, Фоча и Центар за културу и информисање, Фоча, 2020, аутор), Путници и путописци о Фочи од 15. до 21. вијека (СПКД Просвјета, Фоча и Центар за културу и информисање, Фоча, 2020, аутор), Становништво фочанског краја кроз историју (Народна библиотека Шклопотница, Ријека код Фоче, 2020), Ономастика и топонимија Заврши код Фоче. Атлас Челебића, Заваита и Мештревца (аутор, Народна библиотека Шклопотница, Ријека код Фоче, 2022) и Библиографија Фоче (аутор, Fineks.d.o.o, Beograd, Народна Библиотека Шклопотница, Ријека код Фоче, 2024).
У књизи Витомира Николиног Радовића Радовићи. Порекло, људи и догађаји. Свет, 5, Порекло, Београд, 2018. од стране 315–420. аутор је прилога о породици Радовић из фочанског краја.
Аутор је више од 50 одредница о топонимима и личностима Фоче у Енциклопедији Републике Српске (I том, Бања Лука, 2017, II том, Бања Лука, 2018, III том, Бања Лука). Заступљен у Енциклопедији православља (књ. 2, И–О, Савремена администрација, 2002, стр. 830, 855, 1268, 1380), Лексикону безбедности проф. др Мила Бошковића (Правни факултет, Нови Сад, Службени гласник, Београд, 2017) и у књизи Јова Бајића Библиографија о геноциду над српским народом у ХХ веку (Друштво за подизање меморијалног центра српским жртвама геноцида у ХХ веку, www.srpski–memorijal.rs; srpski. memorijal@com, Свет књиге, Београд, 2021). Уврштен у Библиографији часописа Безбедност 1959–2013. (Часопис Министарства унутрашњих послова Републике Србије, Београд, 2014). Књижевне критике „Добрашин Јелић О Његошу и још нешто” и „Ликовна публицистика и есејистика Добрашина Јелића” објављене су у књизи Видака М. Масловарића Критика о прози Добрашина Јелића, а „Записи на маргини дјела. О књизи Добрашина Јелића: Срећа” објављени су у другом издању књиге (2002).
Цитиран је у стручној литератури и у публицистици. Превођен на македонски и словеначки језик.
Књиге Миленка Миша Тодовића похрањене су у свим библиотекама, архивима и музејима Србије, Републике Српске и Црне Горе. Поједине књиге налазе се у Конгресној библиотеци САД у Вашингтону, Британској библиотеци у Лондону, библиотеци Универзитета Јејл (САД), у библиотекама Српске академије наука и уметности Београд, Академији наука и умјетности Републике Српске, у Народној и универзитетској библиотеци Републике Српске у Бања Луци, у Универзитетској библиотеци „Светозар Марковић” у Београду, у Библиотеци Матице српске у Новом Саду, у Националној и универзитетској библиотеци у Сарајеву, у библиотекама Архива Југославије и Архива Српске православне цркве у Београду, у библиотекама манастира Хиландар на Светој Гори, у Сент Андреји (Мађарска), у Трсту (Италија) и бројним манастирима и црквама у Србији, Републици Српској и Црној Гори, у свим заводима за заштиту споменика културе Републике Србије, Републике Српске, Федерације БиХ, Црне Горе и у Националној комисији за споменике културе БиХ.
Тодовић је аутор пројеката обнове и заштите цркава Светог Николе у Ријеци (1998. године) и Успења Пресвете Богородице у Челебићима код Фоче (2004. године). Пројекте су усвојили и у пракси спровели Завод за заштиту споменика културе Републике Србије и Републике Српске. Према његовој идеји Завод за заштиту споменика културе Републике Србије и Регионални завод Краљево обновили су и заштитили прву задужбину књаза Милоша Обреновића, цркву Светог Саве у Савинцу (Таково, Горњи Милановац, 2005. године).
Организатор је потписа петиције (13. септембра 2013) за проглашење за споменике културе Републике Српске и Босне и Херцеговине више покретних и непокретних објеката. Са те листе 2016. Комисија за националне споменике културе БиХ прогласила је као покретни споменик Куновски запис (који је лоциран у Земаљском музеју у Сарајеву), а 13 појединачних и групних мраморја су добили статус претходне заштите и увр-штено је на листу чекања.
За вишедеценијски рад Тодовић је одликован Медаљом рада СФРЈ, граматом митрополита дабробосанског Николаја (Мрђе), дипломом епископа жичког Хризостома, носилац је извиђачких одликовања (Јаворов лист са сребрним зрацима), звања (репуб-лички инструктор, Партизан извиђач) и многобројних похвала и захвалница разних институција.
Београдски новинар Горан Штрбо (1987) објавио је књигу Миленко Мишо Тодовић на црти. Биографија и библиографија (Драслар, Београд, Народна библиотека Шклопотница, Ријека код Фоче, 2015) у којој пише о новинарском и књижевном раду.